# Балезино (село)
Бале́зино (удм. Узя) — село в Балезинском районе Удмуртии. Входит в состав Кожильского сельского поселения.

## География
Село находится на северо-востоке республики, на расстоянии примерно 6 км (по прямой) к северо-востоку от посёлка Балезино, административного центра района.

### Часовой пояс
Село Балезино, как и вся Удмуртия, находится в часовой зоне МСК+1. Смещение применяемого времени относительно UTC составляет +4:00.

## Население
| 2010 | 2012 | 2014 |
| ---- | ---- | ---- |
| 450  | ↗480 | ↗544 |

### Национальный состав
Согласно результатам переписи 2002 года, в национальной структуре населения удмурты составляли 61 %, русские — 34 % из 605 чел.

## Инфраструктура
В селе функционируют основная общеобразовательная школа, детский сад, специальная коррекционная школа-интернат, дом культуры и библиотека.

## Достопримечательности
В селе находится здание бывшего Волостного управления, которое является объектом культурного наследия регионального значения.